# Mucking
Mucking is een gehucht in het district Thurrock in Engelse graafschap Essex, niet ver van de noordelijke oever van de Thames. Archeologisch onderzoek heeft het bestaan van een Angelsaksisch dorp aangetoond, met in de buurt daarvan twee begraafplaatsen. Hier werden meer dan 800 individuen aangetroffen, die er vanaf de vijfde eeuw deels begraven en deels gecremeerd en begraven werden. In het dorpje bevindt zich het landhuis 'Mucking Hall', met delen uit de zestiende en negentiende eeuw. Het heeft een vermelding op de Britse monumentenlijst.